# Saint-Créac (Altos Pirenéus)
Saint-Créac é uma comuna francesa na região administrativa de Occitânia, no departamento dos Altos Pirenéus. Estende-se por uma área de 2,2 km². Em 2010 a comuna tinha 98 habitantes (densidade: 44,5 hab./km²).